# 宮脇書店
株式会社宮脇書店（みやわきしょてん）は、香川県高松市に本拠を置く日本の書店グループ。
「本なら何でもそろう宮脇書店」（古くからある店舗では「本なら何んでもそろう - 」となっていることが多い）をキャッチフレーズとし、本社のある香川県だけでなく全国に店舗を展開し、店舗数ベースで日本最大の書店チェーンとなっている他、県内では唯一の老舗総合書店チェーンとして知られている。

## 概要
業務内容は書籍の小売業及び、フランチャイザーとしてのフランチャイズ管理。
登記上の本店は実店舗の本店でもある香川県高松市丸亀町4番地8だが、販売部を除く本社機能は香川県高松市朝日新町2番19号の卸センターにある。
他の書店チェーンに比べて営業時間が長いのが特徴で、大部分の店舗では22時まで営業している。それ以上では南本店や越谷店、玉出店などが23時、沖縄県内の店舗などが24時までの深夜営業を行っている。
2008年からはリファレンスを除く香川県立図書館のカウンター業務を受託している。
大型店舗が主力の他の書店チェーンに比べ、陳列数の限られた中型店舗を全国で大量に出店した結果、新刊など比較的需要の大きい書籍が品揃えのメインとなり専門書等に乏しいと指摘される事があるが、逆にこの出店方法が生む利用者の利便性について、地元紙のコラムは商品数は限られているが営業時間が長く店舗数が多い点をコンビニエンスストアを利用する感覚に例えている。

## 沿革
元は商店街内の一書店（現在の丸亀町本店）に過ぎなかったが、その本屋の娘である宮脇富子（みやわき とみこ、1924年3月6日 - 2012年9月14日）が1965年に父親の跡を継ぐ形で店長兼社長に就任して規模を拡大。

### 年表
- 1877年3月 - 宮脇開益堂（かいえきどう）として元高松藩士宮脇藤太により創業（現・本店）。
- 1945年7月4日 - 米軍による無差別絨毯爆撃「高松空襲」で店舗が焼失。
- 1947年8月27日 - 株式会社宮脇書店設立。
- 1971年 - 香川県内他都市への出店を開始。
- 1979年 - 初の郊外型店舗となる三条町店（高松市三条町）開店。
- 1980年 - 宮脇書店卸センター開設。
- 1981年 - 全国初の書店フランチャイズ制を導入。
- 2009年7月 - 前年に経営破綻した明林堂書店（大分県別府市）の再建スポンサーに名乗りを上げ[3]、関連会社の株式会社宮脇カルチャースペース[注釈 2]が旧資本金を減資の上新資本1000万円を出資して宮脇書店の100%子会社となった。これにより空白地帯の熊本県・宮崎県にも店舗を持つ。
- 2010年11月 - 2009年11月に経営破綻した丸三書店（愛媛県松山市）の再建スポンサーに名乗りを上げ、新資本で「新丸三書店」を設立。丸三書店以来続いてきた、医学専門書や教科書などに特化した外商中心の営業を行う。

## 店舗
全店舗の一覧は店舗一覧を参照。
2011年12月現在の全国店舗数は276店舗で、2008年より子会社となった明林堂書店の店舗も併せると香川県をはじめ全都道府県に店舗がある。店舗の規模は超大型店舗の総本店を筆頭に、本店＞○○本店＞それ以外の店舗の順に様々な規模の店舗を有する。店舗数ベースではその多くが小・中型店舗であるが、近年はその地域の旗艦店となる大型店舗を出店しており、これらの店舗には○○本店という名称をつけている。
2024年6月現在の店舗一覧によると店舗数は宮脇書店209店、明林堂57店、新丸三書店3店
本店
本館：〒760-0029 香川県高松市丸亀町4番地8 北緯34度20分38.1秒 東経134度2分59.41秒（売場面積：800坪、営業時間：9:00 - 22:00）
新館：〒760-0027 香川県高松市紺屋町10番地2
パイロット店：〒760-0029 香川県高松市丸亀町4番地1 2013年10月閉店
丸亀町商店街内に位置する都市型店舗で、本館（3階）・新館（6階）からなる。登記上の本店であり、宮脇書店創業の地でもある。
本館は2005年から改装を行い、2006年3月18日にリニューアルオープンした。これは2006年12月に同商店街内の高松丸亀町壱番街に再進出した紀伊國屋書店（1997年にコトデンそごう内に初進出、2001年4月に同店の閉店により一度撤退）への対抗策でもあり、商品数は改装前より約10万点増えて約50万点となった。
総本店（宮脇カルチャースペース）
〒760-0064 香川県高松市朝日新町3番4号 北緯34度21分26.19秒 東経134度3分56.15秒（延床面積：2,352坪、売場面積：1,878坪、営業時間：10:00 - 21:00）
臨海工業地帯内に位置する広大な郊外型店舗。会社の本社に隣接した宮脇書店の旗艦店である。一般書籍に加えて専門書やそのバックナンバー、ゼンリン住宅地図の全国網羅、全国の地方限定出版物を都道府県別に網羅した「ふるさと図書コーナー」などの多種・多分野にわたる書籍を置いていたが、3階の「ふるさと図書コーナー」に関しては取り扱いが終了した。
「本のテーマパーク」をコンセプトにしており、書籍単独店にもかかわらず店内には神社やうどん屋、簡易遊戯施設がある。屋上には遊戯施設「ブックプレイランド」がある。ここには2006年のリニューアル時から直径26メートル、高さ32メートルの観覧車「ぶっくるりん」があったが、2018年の台風24号による電気系統トラブルにより営業休止となり、2019年のゴールデンウィークの限定営業を最後に老朽化を理由として営業を終了し、撤去される。
書籍展示場「宮脇カルチャースペース」としては1989年に本社事務所に併設する形で開設され、当初は純粋に書籍の展示のみを行う図書館のような施設であった。小売を行わなかったのは卸団地内に立地するという目的規制のほか、港湾法・都市計画法・大規模小売店舗法という様々な規制に抵触してしまうためであり、利用客からは展示している書籍をその場で入手したいという要望が多く寄せられていた。1998年までにそれら規制が順次撤廃あるいは改正されたため、2000年から当施設でも小売を開始。2004年6月1日にはゼンリン発行の全国住宅地図を取り揃えた全国初となる「ゼンリンセンター」を設けた。当初は駐車場不足からあまり積極的な宣伝を行っていなかったが、駐車場が確保できたため改装を決定、2006年8月10日に「総本店」としてリニューアルオープンした。
青森本店
〒038-0012 青森県青森市柳川一丁目2番3号 ラビナ 4・5階 北緯40度49分40.14秒 東経140度44分3.33秒（営業時間：10:00 - 20:00）
2009年11月13日に開店した都市型店舗。青森駅の駅ビル「ラビナ」の4・5階に入居しており、5階には東北地方最大級の学習参考書センターを設けている。
秋田本店
〒010-8522 秋田県秋田市中通二丁目8番1号 フォンテAKITA 5階 北緯39度42分59.00秒 東経140度07分39.40秒（売場面積：750坪、営業時間：9:30 - 20:00）
2011年4月1日開店。近隣の秋田オーパに入居するジュンク堂書店秋田店（650坪）を上回る750坪で、書店としては秋田県内最大の店舗面積である。
四日市本店
〒510-0075 三重県四日市市安島一丁目3番31号 トナリエ四日市 4階 北緯34度58分6.38秒 東経136度36分59.73秒（売場面積：600坪、営業時間：10:00 - 21:00）
2004年11月20日開店。

岡山本店
〒700-0975 岡山県岡山市北区今三丁目23番12号 北緯34度38分47.33秒 東経133度53分32.19秒（売場面積：600坪、営業時間：10:00 - 22:00）
1999年に開店した郊外型の単独店舗。香川県以外の店舗に対して初めて○○本店を使用した店舗である。
徳島本店
〒770-8008 徳島県徳島市西新浜町一丁目6番1号 スーパーセンターマルナカ徳島店 2階 北緯34度2分40.5秒 東経134度33分31.33秒（営業時間：10:00 - 22:00）
2003年開店。
南本店
〒761-8071 香川県高松市伏石町2139番地11 北緯34度18分33.62秒 東経134度3分39.04秒（売場面積：600坪、営業時間：10:00 - 23:00）
1997年3月1日に開店した郊外型の単独店舗。太田第2土地区画整理事業によって整備されたレインボーロード沿いに位置している。
宮脇書店で初めて○○本店を名乗った店舗である。通常○○本店にはその都市名を冠することが多いが、当店の場合は同市内に本店があるため、その南に位置するという意味で方位名を店名としている。
新居浜本店
〒792-0007 愛媛県新居浜市前田町8番8号 イオンモール新居浜 1階 北緯33度57分15.12秒 東経133度16分6.41秒（営業時間：10:00 - 22:00）
今治本店
〒794-0081 愛媛県今治市阿方甲371番地2 イオン今治阿方ショッピングセンター内 北緯34度3分41.73秒 東経132度57分55.74秒
2010年10月8日開店。
佐賀本店
〒840-8551 佐賀県佐賀市巨勢町牛島730番地 モラージュ佐賀南館 1階 北緯33度15分4.9秒 東経130度19分11.2秒（営業時間：10:00 - 22:00）
2010年7月23日開店。郊外型ショッピングセンター「モラージュ佐賀」の南館1階に入居している。それまでモラージュ内の書店としては本館2階に「福岡金文堂」が入居していたが、閉店が決定したため南館に当店が開店した。その後2023年3月5日に閉店そのため九州地域は福岡と沖縄のみで他県は明林堂の店舗になった

## 逸話

### 「本なら何でもそろう」
ほとんどの書店では、店舗に在庫が無く取り寄せ注文をする場合、出版社に確認して品切れまたは絶版になっている場合には入手不可能と客に対して断る。しかし宮脇書店の場合は、品切れや絶版物の書籍も注文を受けて出版社の返品や店頭在庫を探す場合があり、数年後に突然「x年前に注文された本が状態は悪いものの確保できた」などと連絡してくることがある。但し、現在ではどの店舗でも行っているわけではない。
社長自身が瀬戸内海放送の『自由人、会社人〜トップの横顔〜』に出演した際、座右の銘としてこの言葉を挙げている。

### シンボルマーク
シンボルマークは同じ高松市に本拠を置くスーパーマーケット、マルナカとデザイナーが同じ。マルナカの一部店内にも店舗を構えている。

### 現金以外の決済方法
電子マネーは一部の店舗で楽天Edyに対応している。高松市内の店舗ではIruCaに対応している店舗や、イオンなどのショッピングモールに出店している店舗ではそのショッピングモールで利用できる電子マネー（WAONなど）も利用できることがある。なお、クレジットカードでの決済は本店級の店舗やコトデン瓦町ビル内店舗（2015年に閉店）などごく一部に限られる。

### その他
丸亀店（丸亀市の店舗。高松市の丸亀町本店とは別）は2006年公開の映画『UDON』に登場している。映画のクレジットに企業名は出ていない。また、『仮面ライダー電王』にも背景に登場している。
2015年度から2020年度まで、宮脇書店従業員の推薦・選考によって選出される文学賞「ミヤボン」を実施した。
かつてはゲーマーズのフランチャイジーとなり、「ゲーマーズ高松店」（四国唯一のゲーマーズとして知られていた）を2008年8月いっぱいまで営業していた。